# Redstockings
Redstockings, noto anche come Redstockings of the Women's Liberation Movement, è un gruppo femminista radicale fondato nel gennaio 1969 a New York City. Il nome del gruppo deriva dalla fusione di bluestocking, termine utilizzato nei secoli precedenti per screditare le intellettuali femministe, e red, per la sua associazione con la sinistra rivoluzionaria.

## Storia
Il gruppo venne fondato da Ellen Willis e Shulamith Firestone nel febbraio 1969, dopo lo scioglimento delle New York Radical Women. Tra i membri iniziali troviamo Kathie Sarachild, Patricia Mainardi, Barbara Leon, Lucinda Cisler, Irene Peslikis, e Alix Kates Shulman. Firestone abbandonò presto il gruppo per fondare le New York Radical Feminists, insieme ad Anne Koedt. Nel 1970, per un breve periodo, anche Rita Mae Brown fu membra delle Redstockings. Il gruppo era attivo principalmente a New York City, dove risiedeva la maggior parte delle attiviste, e successivamente anche a Gainesville, in Florida . Nel 1969, a San Francisco, venne fondato un altro gruppo chiamato Redstockings, che però agiva indipendentemente dall'omonimo sulla East Coast. Redstockings ha attraversato diverse fasi di attività e inattività; si sciolse per la prima volta nel 1970 e fu formalmente rifondato nel 1973 da Sarachild, Carol Hanisch, Mainardi e Leon. (nella nuova formazione, Willis fu coinvolta solo marginalmente).
Una delle prime azioni del gruppo avvenne il 13 febbraio 1969, quando le attiviste presero parte all'assalto del comizio tenuto dal New York State Joint Legislative Committee on Public Health, che stava discutendo di una possibile riforma della legge sull'aborto. Intervenendo all'udienza, obiettarono: "Perché sulla lista degli oratori ci sono 14 uomini e solo una donna? E perché quella donna è una suora?". Il presidente del comitato ribatté sostenendo che fossero esperti in materia e facendo, dunque, infuriare ulteriormente le Redstockings, secondo cui non esisteva esperto migliore delle donne in materia d'aborto e per le quali la legge, più che una riforma, necessitava l'abrogazione.
Circa un mese dopo, le Redstockings tennero la loro "udienza" aperta al pubblico nella chiesa metodista di Washington Square; durante l'incontro, dodici donne testimoniarono le loro esperienze con l'aborto illegale. Con lo "speakout" di marzo, le Redstockings ebbero l'opportunità di ascoltare le esperienze di quelle che ritenevano essere le vere esperte: "Siamo le vere esperte, le uniche esperte, noi che abbiamo abortito". Una delle donne presenti era Gloria Steinem, che anni dopo avrebbe considerato l'incontro come una pietra miliare del suo attivismo femminista.
Nei primi anni '70, le Redstockings divennero note per i loro "speakout", gli zap e per il teatro di strada sulla questione del diritto all'aborto. (Questa forma di protesta venne emulata da un gruppo pro-choice dei primi anni '80, le No More Nice Girls, cui una delle fondatrici fu la veterana delle Redstockings, Ellen Willis). 
Il 3 marzo 1989, le Redstockings si riunirono di nuovo alla Washington Square Methodist Church per celebrare il ventesimo anniversario del loro incontro del 1969: In quest'occasione, fecero un intervento chiamato "Aborto: le donne ci dicono com'è, com'era e come dovrebbe essere ... 1969- 1989".
Più recentemente, il gruppo porta avanti un progetto che ha come scopo quello di rendere consultabili, attraverso gli Women's Liberation Archives for Action, testi femministi radicali e fonti originali, organizzando il materiale affinché sia conforme al loro concetto di "History for Activist Use" [storia ad uso delle/degli attiviste/i]; all'interno del progetto è presentata, inoltre, una nuova teoria sull'oppressione delle donne e sulle modalità d'intervento. Nel 2001 hanno pubblicato un libro intitolato Confronting the Myth of America: Women's Liberation and National Health Care . Dal 2006, il gruppo è attivo e gestisce un sito web, sebbene Sarachild sia l'unica fondatrice ancora presente nel gruppo.

## Ideologia
Il gruppo incoraggiava una presa di coscienza collettiva e sosteneva la cosiddetta "Pro-Woman Line", l'idea che la sottomissione delle donne alla supremazia maschile fosse un adattamento consapevole derivante dalla loro mancanza di potere sotto il patriarcato, piuttosto che la conseguenza di un "lavaggio del cervello" interiorizzato, come sostenuto da altri gruppi femministi radicali. La presa di coscienza collettiva era l'atto attraverso cui la teoria de "il personale è politico" diveniva pratica; per le femministe Redstocking, questa prassi era più importante della stessa appartenenza organizzativa al movimento. Le Redstockings ritengono che gli uomini opprimano le donne come classe e che sia responsabilità dei singoli uomini e non delle donne, rinunciare alla supremazia maschile.
Le Redstocking ebbero rapporti complessi con gli altri femminismi degli anni '70. Come molte altre femministe radicali, erano critiche nei confronti dei gruppi femministi liberali come l'Organizzazione Nazionale per le Donne, che venivano visti come promotori della liberazione delle donne solo mediante riforme istituzionali, piuttosto che attraverso rivoluzioni culturali in grado di evidenziare il potere interpersonale agito dagli uomini sulle donne. 
Rispetto ad altri gruppi radicali, le Redstockings furono particolarmente influenzate dal marxismo. Tuttavia, rifiutarono con forza il femminismo socialista (che chiamavano femminismo "politico"), in quanto subordinava la questione della liberazione delle donne alla lotta di classe. D'altra parte, le Redstockings erano contro il femminismo culturale, che a loro avviso sostituiva la costruzione di una cultura femminile separatista all'impegno politico. (Nella visione delle Redstockings, la maggior parte delle tendenze del femminismo radicale, specialmente dopo il 1975, erano espressioni di "femminismo culturale"). Brooke Williams criticava aspramente questa tendenza.
Le Redstockings erano fortemente contrarie al separatismo lesbico, vedendo nelle relazioni interpersonali con gli uomini un'importante terreno su cui portare avanti la lotta femminista; il separatismo veniva dunque visto come una via di fuga. Come la maggior parte delle femministe radicali dell'epoca, le Restockings vedevano nel lesbismo un'identità politica, prima che un orientamento sessuale, e di conseguenza lo analizzavano principalmente entro questi termini. Le Redstocking erano inoltre critiche rispetto all'omosessualità maschile, che vedevano come un rifiuto profondamente misogino delle donne. La linea delle Redstockings sull'omosessualità maschile e femminile è spesso criticata come omofobica.

## Scritti
I principali saggi pubblicati dal gruppo includono "The Redstockings Manifesto" e "Program for Consciousness-Raising", così come "The Politics of Housework" di Pat Mainardi. "The Redstockings Manifesto" e "The Politics of Housework" furono inseriti nell'antologia del 1970 Sisterhood is Powerful: An Anthology of Writings From The Women's Liberation Movement, a cura di Robin Morgan. Il Manifesto contiene sette sezioni. La prima sezione introduce brevemente la recente unione solidale delle donne nella lotta per liberarsi dalla "supremazia maschile". La seconda sezione dichiara le donne una "classe oppressa" e affronta le implicazioni di classe e politiche delle relazioni tra donne e uomini. Nella terza sezione si sostene che "la supremazia maschile sia la più antica e radicata forma di dominio". La quarta sezione affronta il ruolo delle istituzioni nell'oppressione delle donne, che vengono qui definite "strumenti degli oppressori". In questa sezione, inoltre, le Redstockings si oppongono all'affermazione secondo cui le donne consentono o sono responsabili della loro oppressione. Nel Manifesto, al contrario, si afferma che sono gli uomini a necessitare di cambiare e che "ogni uomo è libero di rinunciare alla sua posizione di dominio, purché sia disposto a essere trattato come una donna dagli altri uomini". La quinta sezione espone l'obiettivo principale delle Redstockings: "sviluppare una coscienza di classe femminile attraverso la condivisione dell'esperienza e l'esposizione pubblica delle fondamenta sessiste di tutte le istituzioni". Per realizzare questo compito e aumentare la consapevolezza circa l'oppressione di genere perpetrata dagli uomini, requisito essenziale è l'onestà. La sesta sezione amplia brevemente l'affermazione delle Redstockings, secondo cui coloro che ne fanno parte "si identificano con tutte le donne" e mirano a minimizzare le barriere tra di esse, sia che si trovino al di fuori, che all'interno del movimento. La sezione finale è la chiamata all'azione del Manifesto. Con le ultime sei frasi, il Manifesto invita le donne a unirsi per disintegrare l'oppressione maschile e gli uomini a rinunciare ai loro privilegi e sostenere la liberazione delle donne dalla supremazia maschile.
Il gruppo rifondato ha pubblicato una rivista, Feminist Revolution . Nel 1979, la Random House ha pubblicato un'antologia contenente la quasi totalità degli articoli pubblicati sull'editoriale. Nell'antologia viene omesso un controverso rapporto sul coinvolgimento di Gloria Steinem con un gruppo giovanile liberale che si è poi rivelato essere stato finanziato dalla CIA. La pubblicazione dell'antologia ha creato una frattura profonda tra le membre delle Redstockings e le femministe che erano vicine a Steinem.